# Sailor Moon
Sailor Moon (美少女戦士セーラームーン Bishoujo Senshi Seeraa Muun, officielt oversat til Pretty Soldier Sailor Moon) er en kendt japansk manga serie, tegnet og skrevet af Naoko Takeuchi. Mangaen løb fra 1991 til 1995 i det japanske mangablad, Nakayoshi. Mangaserien består af 52 kapitler fordelt over 18 bind (12 i genudgivelse samt to ekstra bind). Sailor Moon er en af verdens mest populære shoujo-manga'er.
Mangaserien dannede grundlag for en animeserie i 200 afsnit fordelt på 5 sæsoner fra 1992 til 1997, der blev suppleret med tre animefilm. I 2003-2004 blev der udsendt en tv-serie i 49 afsnit, Pretty Guardian Sailor Moon, der blev suppleret med en film og et par specials. Fra 1993 til 2005 og igen fra 2013 er der desuden lavet en serie af musicals.
I 2014 startede en ny animeserie ved Sailor Moon Crystal, hvis formål er at forny den gamle serie så kvaliteten kommer til at passe til den nye generation. Den nye serie forsøger også at følge historien i mangaen meget tættere end den originale serie. Serien streames på bl.a. Niconico og Crunchyroll, og kan derfor ikke ses i dansk TV.

## Plot
Historien handler om den 14-årige Usagi Tsukino, som klarer sig dårligt i skolen, specielt engelsk, og altid kommer for sent.
En dag møder hun katten Luna, som fortæller hende, at verden snart vil blive overtaget af det tilbagevendende Dark Kingdom, hvis ikke nogen gør noget. Ved hjælp af en broche, som Luna giver Usagi, finder hun ud af, at hun er kærlighedens og retfærdighedens forkæmper, Sailor Moon, og hun har nu til opgave at finde og opvække de andre Sailor Soldiers, så de sammen kan tage kampen op mod The Dark Kingdom. Usagis navn betyder kanin, og i engelske oversættelser bliver hun ofte kaldt Bunny (som også betyder kanin).